# Павлівка Друга (Звенигородський район)
Павлі́вка Друга — село в Україні, у Тальнівській міській громаді, Звенигородського району Черкаської області. У селі мешкає 134 людей.

## Історія
- Село постраждало внаслідок геноциду українського народу, проведеного окупаційним урядом СССР 1932—1933 та 1946–1947 роках.

## Постаті
- Присяжнюк Юрій Петрович (* 1962) — український історик та громадський діяч, професор кафедри історії України Черкаського національного університету імені Богдана Хмельницького.